# U-107 (1940)
U-107 — большая океанская немецкая подводная лодка типа IX-B, времён Второй мировой войны. Заводской номер 970.
Введена в строй 8 октября 1940 года. Входила в 2-ю флотилию до 18 августа 1944 года. Совершила 14 боевых походов, потопила 37 судна (207 375 брт), потопила 2 военных, вспомогательных судна (10 411 брт), повредила 3 судна (17 392 брт) и 1 военное вспомогательное судно (8 246 брт). Потоплена 14 августа 1944 года западнее Ла-Рошели, британским самолётом, погиб весь экипаж — 58 человек.